# Watzmann
Watzmann este un munte situat central în masivul muntos Berchtesgadener Alpen. El este situat în sud-estul regiunii Oberbayern, Parcul Național Berchtesgaden între comunele Ramsau bei Berchtesgaden și Schönau am Königssee, piscul lui central atinge altitudinea de 2713 m deasupra n.m.. Peretele de est al muntelui fiind considerat cel mai înalt perete vertical stâncos din Alpii răsăriteni, iar Lacul König de la poalele muntelui este considerat ca unul dintre cele mai frumoase lacuri alpine din Germania. 